# Родзинкове вино
Про вино з частково підсушеного винограду див. Пассіто
Родзинкове або ізюмне вино (застар. коринкове вино) ― вино, що виготовляють з родзинок, включаючи такі різновиди, як кишмиш або коринка («коринський виноград»: родзинки з дрібного винограду без кісточок). Таке вино виходить солодким і, як правило, білим.

## Опис та історія
Ізюмні вина розглядають в різних класифікаціях або як особлива категорія вин за винним матеріалом, поряд з виноградними винами та плодово-ягідними винами, або як рід виноградних вин. Родзинним вином раніше також називалася настойка виноградного вина на родзинках.
Вина із родзинок відомі з давніх-давен. Родзинкове вино фігурує у «Гостинцях» Марціалу як дешева заміна медового вина. Декілька різних видів родзинкового вина перераховує Пліній у XIV томі його «Природної історії».
Найбільш солодким з усіх алкогольних напоїв вважається одне з токайських вин ― токайська есенція, яку виготовляють лише з ботритизованих родзинок і (при вмісті цукру до 900 грам на літр) вживається зі спеціальних ложок.